# Innico Caracciolo (1607–1685)
Innico Caracciolo (ur. 7 marca 1607 w Neapolu, zm. 30 stycznia 1685 tamże) – włoski kardynał.

## Życiorys
Urodził się 7 marca 1607 roku w Neapolu, jako syn Francesca Caracciolo i Isabelli Guevary. Studiował w rodzinnym mieście, a następnie został referendarzem Trybunału Obojga Sygnatur, protonotariuszem apostolskim, klerykiem Kamery Apostolskiej i legatem w Ferrarze. 15 lutego 1666 roku został kreowany kardynałem in pectore. Jego nominacja na kardynała prezbitera została ogłoszona na konsystorzu 7 marca 1667 roku i otrzymał kościół tytularny San Clemente. Tego samego dnia został wybrany arcybiskupem Neapolu, a 9 października przyjął sakrę. Zmarł 30 stycznia 1685 roku w Neapolu.